# Джонсон, Тимоти Питер
Тимоти Питер «Тим» Джонсон (англ. Timothy Peter "Tim" Johnson; 28 декабря 1946, Кантон, Южная Дакота — 8 октября 2024, Су-Фолс) — американский политик, сенатор США от штата Южная Дакота с 1997 по 2015 год, член Демократической партии.
До того как стать в 1997 году сенатором, Джонсон в течение 10 лет был членом Палаты представителей от Южной Дакоты.

## Болезнь и смерть
В 2004 году Джонсон проходил лечение от рака предстательной железы, и дальнейшие анализы показали, что он излечился от этого заболевания.
13 декабря 2006 года в Вашингтоне, округ Колумбия, во время прямого радиоинтервью у Джонсона произошло кровоизлияние в мозг, вызванное артериовенозной мальформацией головного мозга — врождённым дефектом, который вызывает расширение и спутывание кровеносных сосудов. В критическом состоянии он перенёс операцию в больнице университета Джорджа Вашингтона, чтобы откачать кровь и остановить дальнейшее кровотечение. Затем Джонсон прошёл длительный курс физической, трудовой и логопедической терапии, чтобы восстановить силы и подвижность, а также свою сильно нарушенную речь. В своём обращении о положении в стране в 2007 году президент Джордж У. Буш направил Джонсону свои наилучшие пожелания.
5 сентября 2007 года Джонсон возобновил свою работу в Сенате в полном объёме.
Джонсон умер в Су-Фолс 8 октября 2024 года в возрасте 77 лет после очередного инсульта.